# Fenghuo (sockenhuvudort i Kina, Hunan Sheng, lat 29,46, long 111,75)
Fenghuo är en sockenhuvudort i Kina. Den ligger i provinsen Hunan, i den södra delen av landet, omkring 180 kilometer nordväst om provinshuvudstaden Changsha. Antalet invånare är 19 846. Befolkningen består av 9 805 kvinnor och 10 041 män. Barn under 15 år utgör 11,0 %, vuxna 15-64 år 76 %, och äldre över 65 år 12,0 %.
Runt Fenghuo är det tätbefolkat, med 331 invånare per kvadratkilometer. Närmaste större samhälle är Zhanggongmiao, 18,7 km nordväst om Fenghuo. Trakten runt Fenghuo består till största delen av jordbruksmark.
Genomsnittlig årsnederbörd är 1 706 millimeter. Den regnigaste månaden är maj, med i genomsnitt 303 mm nederbörd, och den torraste är december, med 32 mm nederbörd.